# Dardo (1932)
«Дардо» (італ. Dardo) — військовий корабель, ескадрений міноносець типу «Дардо» Королівських ВМС Італії за часів Другої світової війни.

## Історія створення
«Дардо» закладений 23 січня 1929 року на верфі компанії Odero у Сестрі-Поненті (Генуя). 25 січня 1932 року увійшов до складу Королівських ВМС Італії.

## Історія служби
У 1936—1938 роках есмінець брав участь у громадянській війні в Іспанії. На час вступу Італії у Другу світову війну «Дардо» знаходився у складі 7-ї ескадри есмінців, разом з однотипними «Фречча», «Саєтта» та «Страле».
7 липня 1940 року о 14:10 вийшов із Таранто разом з іншими кораблями у супровід лінкорів «Джуліо Чезаре» і «Конте ді Кавур» та 8-ю ескадрою есмінців («Фольгоре», «Фульміне», «Лампо» та «Балено»), що забезпечували проходження до Лівії транспортного конвою. У такому складі італійський флот узяв участь у битві біля Калабрії 9 липня.
27 листопада 1940 року вийшов з Неаполя разом з лінкорами «Джуліо Чезаре» і «Вітторіо Венето», однотипними «Фречча» і «Саєтта» та 13-ю ескадрою ескадрених міноносців («Гренатьєре», «Фучільере», «Берсальєре» та «Альпіно») взяли участь у великій морській битві поблизу мису Спартівенто.
Протягом 1941—1943 років активно залучався до проведення морських конвоїв морем для супроводження військ та вантажів до Африканського театру дій. 16 квітня 1941 року він брав участь у порятунку членів екіпажу, що вижили з конвою «Таріго», знищеного напередодні ввечері британськими есмінцями.
У цілому «Дардо» провів у складі італійських ВМС 89 бойових місій (7 з військово-морськими силами, 6 протичовнових, 27 ескортних транспортних конвоїв, 12 тренувальних та 31 навчальну місію), що охоплюють 33 952 миль і провів у походах 748 днів.
З виходом Італії з війни корабель був захоплений німецькими військами та 17 червня 1944 року після ремонту введений до строю Крігсмаріне, як міноносець ТА 31.
Діяв у складі німецьких ВМС нетривалий час, доки не був списаний у жовтні 1944 року. 25 жовтня 1944 року під час повітряного нальоту союзної авіації на Геную був сильно пошкоджений. 24 квітня 1945 року був підірваний відступаючими німцями в морському порту Генуї.